# Luigi Dallapiccola
Luigi Dallapiccola (ur. 3 lutego 1904 w Pisino d’Istria, zm. 19 lutego 1975 we Florencji) – włoski kompozytor awangardowy. Uważany za klasyka modernizmu w muzyce i za pioniera muzyki dodekafonicznej we Włoszech.

## Życiorys
W dzieciństwie podczas I wojny światowej został internowany wraz z rodziną w obozie w Grazu (Austria), gdzie miał dostęp do fortepianu. W latach dwudziestych studiował  pianistykę w konserwatorium we Florencji, gdzie w 1931 został wykładowcą.
W młodości był zwolennikiem faszyzmu; stworzył muzykę do wiersza Gabriele D’Annunzio La Canzone del Quarnaro, opiewającego roszczenia Włoch do Dalmacji. W późniejszych latach stał się antyfaszystą, czego wyrazem były powstałe w latach 1938–1941 Canti di prigionia (Pieśni uwięzionych) oraz późniejsze Canti di liberazione (Pieśni wyzwolenia) z lat 1951–1955. Sprzeciwiał się włoskiej agresji na Etiopię oraz udziałowi Włoch w hiszpańskiej wojnie domowej.
W jego twórczości najważniejszą pozycję stanowią opery pisane techniką dwunastotonową z zastosowaniem kontrapunktu.
Był członkiem honorowym Międzynarodowego Towarzystwa Muzyki Współczesnej (ISCM). W 1973 roku otrzymał tytuł Kawalera Krzyża Wielkiego Orderu Zasługi Republiki Włoskiej.

## Wybrane kompozycje
- Volo di notte (Nocny lot), 1940 – opera z librettem według Antoine’a de Saint-Exupéry’ego
- Il Prigioniero (Więzień), 1950 – opera z librettem według Auguste’a de Villiersa de L’Isle-Adam
- Ulisse (Ulisses), 1968 – opera z librettem według Homera